# Ludwig Richter

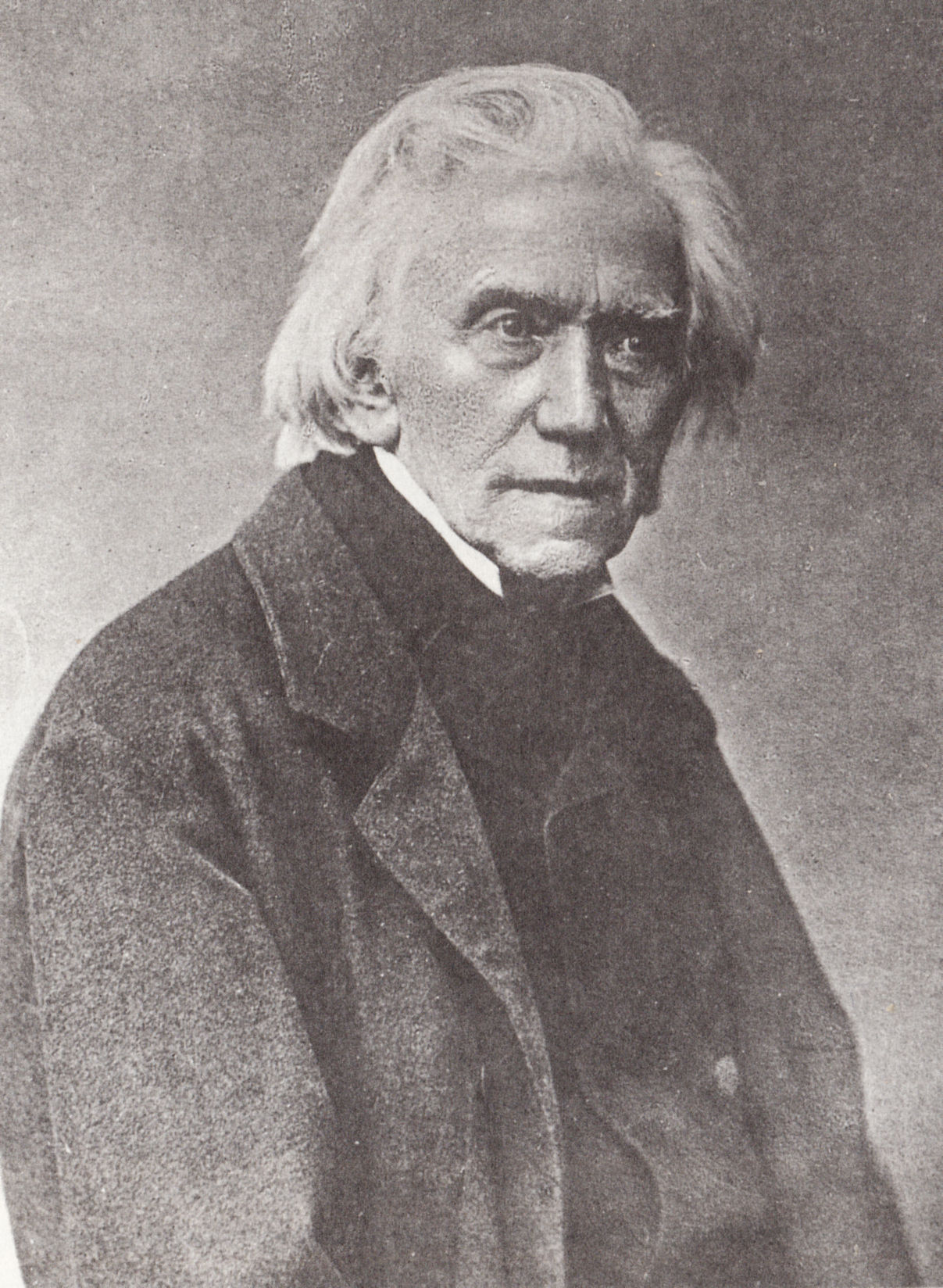
Ludwig Richter, foto, 1880

Adrian Ludwig Richter (Dresden, 28 september 1803 - aldaar, 19 juni 1884) was een romantisch Duits kunstschilder uit de Biedermeiertijd.

## Leven
Richter was de zoon van een kopergraficus en illustrator, en trad al op jonge leeftijd bij zijn vader in de leer. Hij koesterde echter vooral ambities om kunstschilder te worden en volgde een korte studie aan de Kunstacademie te Dresden. In 1821 begeleidde hij als tekenaar-etser een Russische vorst op een reis naar Zuid-Frankrijk en Parijs. Van 1823 tot 1826 kon hij met steun van een klant van zijn vader een driejarige reis naar Italië maken om er historische landschappen te schilderen. Te Rome  maakte hij kennis met vooraanstaande Duitse kunstschilders als Joseph Anton Koch, Carl Gottlieb Peschel en Julius Schnorr von Carolsfeld. Na zijn terugkeer naar Duitsland werd hij leraar aan de tekenschool te Meißen  en vervolgens aan de Dresdense kunstacademie, waar hij later professor werd.
Naast zijn lerarenberoep bleef Richter zijn leven lang schilderen. Ook maakte hij veel illustraties voor boekwerken (etsen, houtsnedes), onder andere voor de sprookjes van de Musäus en werk van Goethe en Schiller. In 1873 kreeg hij een oogziekte en werd hij gedwongen te stoppen met schilderen en werken. Hij overleed in 1884 op 80-jarige leeftijd.

## Werk

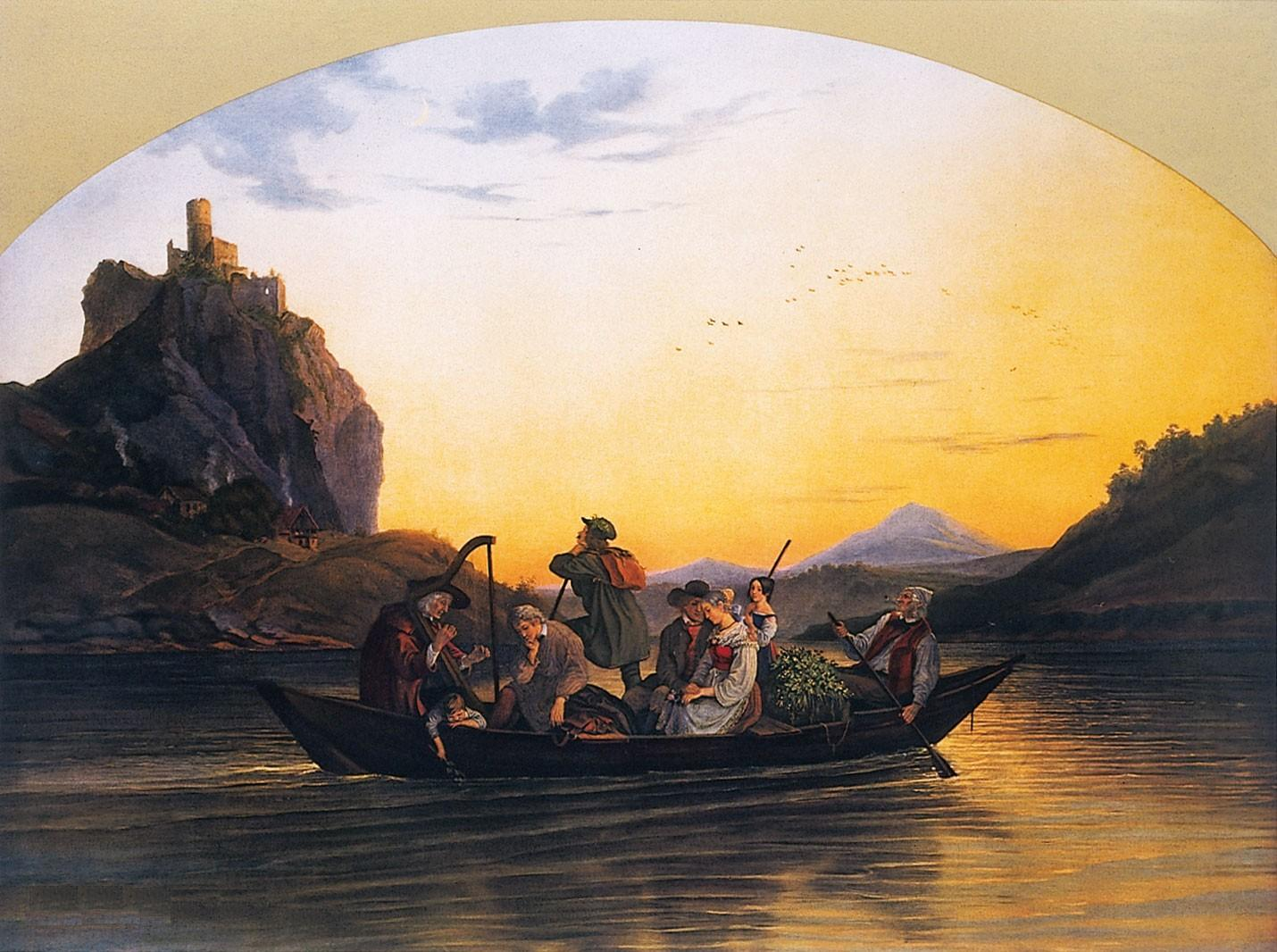
Überfahrt am Schreckenstein (1837)

Het werk van Richter wordt gerekend tot de Biedermeierromantiek en wordt gekenmerkt door een idealistisch streven naar harmonie tussen mens en natuur. Zijn vroege werk vertoont een sterke zucht naar het Italiaanse landschap, maar na een reis door Bohemen in de jaren dertig kwam hij tot de conclusie dat er net zoveel schoonheid huisde in het Duitse landschap. Vanaf die tijd maakte hij een groot aantal idyllische landschappen die erg populair werden bij het Duitse publiek, zelfs tot ver in de twintigste eeuw, maar door critici vaak als sentimenteel werden afgedaan.
Veel van Richters werk toont een romantisch terugverlangen naar een tijd en samenleving die tijdens zijn leven feitelijk al voorbij was. Typerend voorbeeld is Überfahrt am Schreckenstein (1837, Pont op de Elbe bij Schreckenstein). In een tijd die gekenmerkt werd door opkomende industrialisatie en urbanisatie, waarin gemeenschapszin steeds meer onder druk kwam te staan, schildert Richter een stil en idyllisch tafereel, een vredig samengaan van mensen van diverse pluimages en leeftijden, met een sterke nadruk op de intimiteit in de relatie van een bruidspaar. Het is een soort terugverlangen naar een tijd die voorgoed voorbij leek, niet gespeend van enig patriottisme, hetgeen goed weerklank vond bij het Duitse publiek. Tegelijkertijd kan het werk gezien worden als een soort symbool voor 'de reis des levens': niemand kon zeker zijn dat hij uiteindelijk veilig aan de overkant kwam. De harpspeler kan daarbij worden beschouwd als een bijna mythische figuur, zoals die bijvoorbeeld ook in Goethes Wilhelm Meisters Wanderjahre voorkomt: een wijze bard van het leven.